# Lockheed P-38 Lightning
Lockheed P-38 Lightning é um caça bimotor norte-americano fabricado nos Estados Unidos pela Lockheed. A aeronave teve participação crucial durante a Segunda Guerra Mundial, sendo um aparelho particularmente rápido e eficaz num vasto espectro de situações de guerra.
O Lightning participou da "Operação Vingança", missão destinada a abater o almirante Isoroku Yamamoto sobre Bougainville.

## Compressibilidade
As unidades iniciais do P-38 apresentavam problemas de compressibilidade quando em operação de mergulho de alta velocidade. Isto se devia à geometria da asa que nesta condição apresentava regiões com ondas de choque e velocidades de Mach crítico, o que ocasionava descolamento da camada limite de escoamento.
O principal resultado desta ocorrência é a esteira de turbulência que deixava os estabilizadores inoperantes, não permitindo saída do mergulho. Várias aeronaves foram perdidas devido a este problema.
A solução encontrada foi a mudança do perfil da asa na região do intradorso, evitando atingimento de grandes velocidades em operação de mergulho.

### Imagens

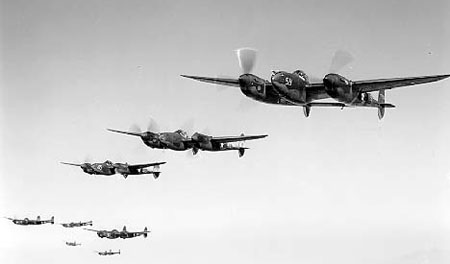
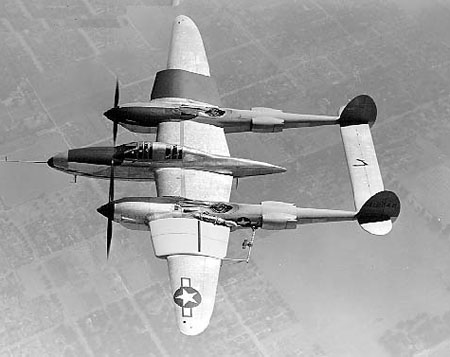
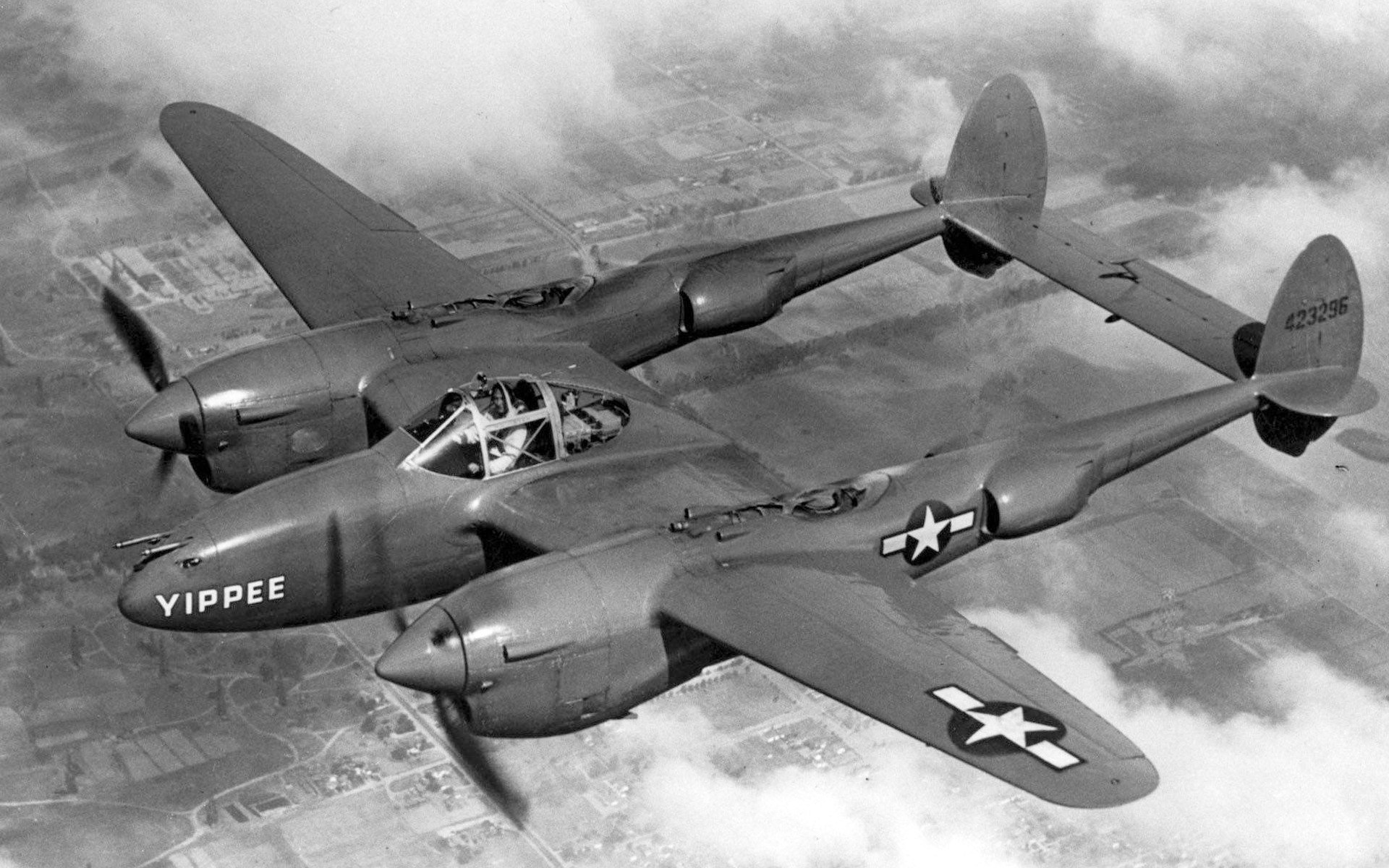